# Brooklyn (Indiana)
Brooklyn é uma cidade  localizada no estado americano de Indiana, no Condado de Morgan.

## Demografia
Segundo o censo americano de 2000, a sua população era de 1545 habitantes. 
Em 2006, foi estimada uma população de 1538, um decréscimo de 7 (-0.5%).

## Geografia
De acordo com o United States Census Bureau tem uma área de 
2,0 km², dos quais 2,0 km² cobertos por terra e 0,0 km² cobertos por água.

## Localidades na vizinhança
O diagrama seguinte representa as localidades num raio de 20 km ao redor de Brooklyn. 